# Altar, Sonora
Altar là một đô thị thuộc bang Sonora, México. Năm 2005, dân số của đô thị này là 8357 người.